# Croix - Centre (métro de Lille)
La station Croix - Centre est une station de la ligne 2 du métro de Lille, située à Croix. Inaugurée le 18 août 1999, la station permet de desservir le centre-ville de la commune.

## La station

### Situation
La station se situe sur la place des Martyrs-de-la-Résistance, dans la commune de Croix. Elle est bordée par la rue de la Gare, qui dessert quelques kilomètres plus loin la gare de Croix - Wasquehal.
Elle est située sur la ligne 2 entre les stations Wasquehal - Hôtel de Ville et Mairie de Croix, respectivement à Wasquehal et à Croix.

### Origine du nom
Elle doit son nom au fait qu'elle dessert le centre-ville de la commune de Croix.

## Histoire
La station de métro est inaugurée le 18 août 1999.

### Architecture
La station dispose d'un accès et d'un ascenseur en surface, elle est construite sur deux niveaux.
- niveau - 1 : vente et compostage des tickets, choix de la direction du trajet
- niveau - 2 : voies centrales et quais opposés

Une fresque géante a été réalisée sur le plafond de la station.

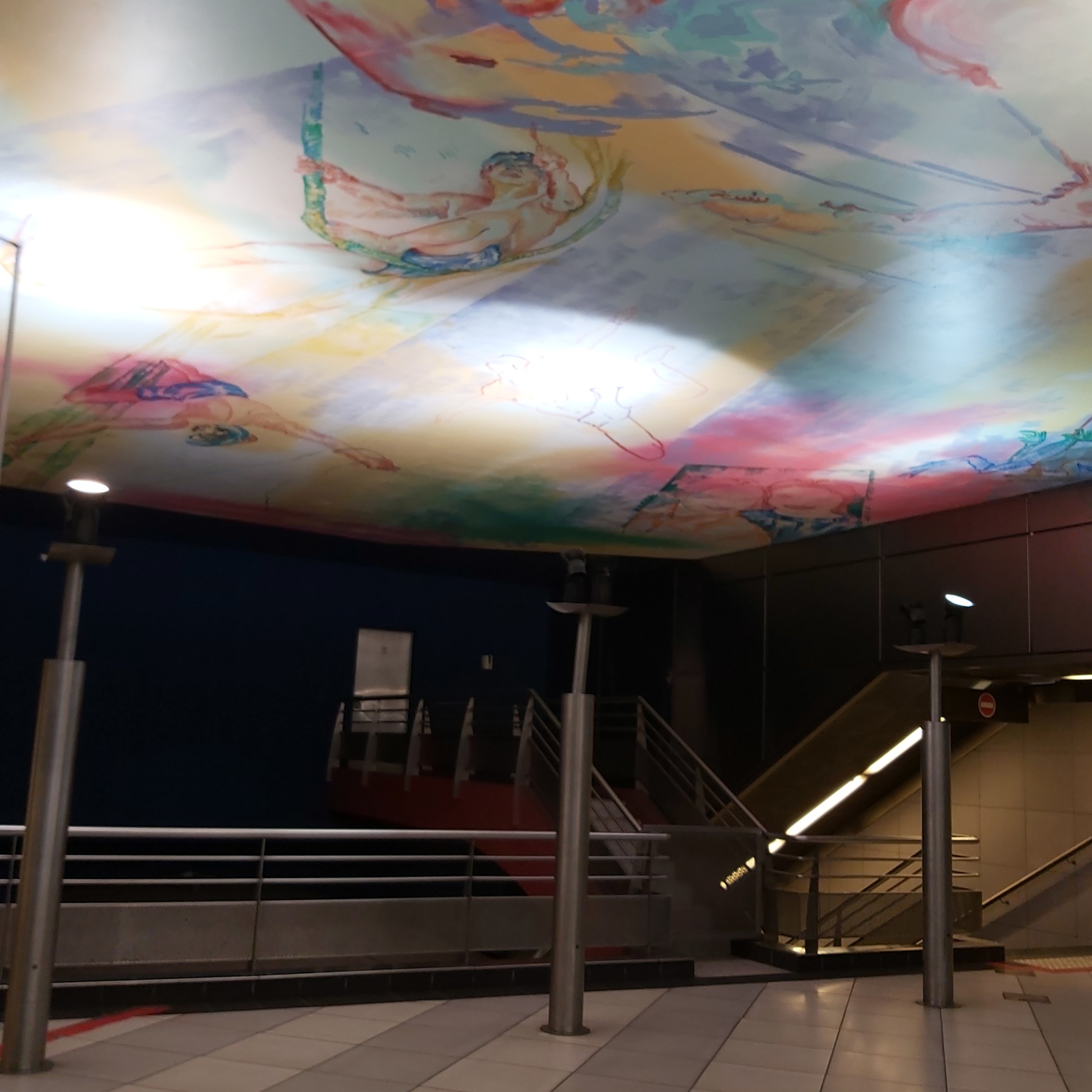
Fresque de la station Croix - Centre

## Intermodalité
La station est desservie par la ligne 32 du réseau Ilévia.

## À proximité
- Église Saint Martin ;
- Siège social des 3 Suisses.